# 三脉石竹
三脉石竹（学名：Dianthus chinensis var. trinervis）为石竹科石竹属下的一个变种。

## 特征
其与原种的主要区别是，茎斜生或者直立，高20-35厘米。叶片为钻状披针型，具有明显的三叶脉。产于山东泰安泰山。

## 扩展阅读
- 維基物種上的相關：三脉石竹